# فعلل (صرف)

أقسام الوزن في اللغة العربية

فَعْلَل هو الوزن الوحيد للمجرد الرباعي في العربية.

## أمثلة
من الأمثلة على (فَعْلَلَ):
1. بعثر
2. عربد
3. ترجم
4. هندس
5. غربل
6. وسوس
7. زلزل[1]

## ما يُلحق بـ(فَعْلَلَ)
غير أن هناك أوزانا أخرى للرباعي المجرد، يقول الصرفيون إنها ملحقة بالوزن الأصلي (فَعْلَلَ)، أي أنها نفس الوزن (فَعلَل)، ولكن مع وجود حروف لا يمكن الاستعاضة عنها، وأشهر هذه الأوزان:
1. فَوعَل = جوربه أي ألبسه الجوارب.
2. فَعوَلَ = دهوره أي جمعه وقذفه في هوة.
3. فَيعَلَ = بيطر أي عالج الحيوان.
4. فعيَلَ = عثير أي أثار التراب.
5. فَعلى = سلقى أي استلقى على ظهره.[1]

## استعمالاته
ومن المهم معرفة أن وزن «فعلل»، الذي ينتمى إليه المجرد الرباعي، وزن له أهمية خاصة؛ إذ استعمله العرب في معانٍ كثيرة، وقد زادت أهميته في عصرنا الحاضر، عند استعمالنا أفعالًا من ألفاظ الحضارة (التعريب)، أو عند النحت. ومن المعاني التي يُستَعْمل فيها هذا الوزن، المعاني الآتية:
1. الدلالة على المشابهة، مثل: علقم الطّعام أي صار كالعلقم.
2. الدلالة على أن الاسم المأخوذ منه آلة، مثل: عرجن أي استعمل العرجون. ويُستعمَل ذلك كثيرًا في الألفاظ الأجنبية، مثل (تلفز) أي استعمل (التلفاز).
3. الصيرورة، سواءً في الكلمات العربية مثل: لبنن أي صيَّره لبنانيًّا، أو في الكلمات المُعرَّبة مثل (نجلز) أي صيره إنجليزيًّا.
4. النحت، وهو أن ننحت من كلمتين أو أكثر كلمة واحدة تدل على معنى الكلام الكثير، وذلك على النحو التالي:
  1. النحت من كلمتين مركبتين تركيبا إضافيًّا، مثلما نحتوا من: عبد قيس ـ عبقسي. عبد شمس ـ عبشّمي. ويقولون: هو درعمي أي مُتخرج في دار العلوم.
  2. النحت من جملة. مثل: بسمل، أي قال بسم الله، حوقل، أي قال : لا حول ولا قوة إلا بالله، جعفل، أي قال: جعلني الله فداءك، حسبن أي قال حسبي الله.[1]

## المجرد والمزيد
يُشكل الوزن (فعلَل) المجرد الرباعي الوحيد، ويشكل الوزن (فَعَلَ) المجرد الثلاثي الوحيد، وما سواهما يكون مزيدًا ثلاثيًّا ورباعيًّا، بينما يُشكِّل فَعَلَّل المجرد الخماسي الوحيد، ولكنه لا يقع إلا في الأسماء.